# 路易吉·阿拉曼尼
路易吉·阿拉曼尼（義大利語：Luigi Alamanni，1495年—1556年），文艺复兴时期欧洲佛罗伦萨人文主义者。他主要从事讽刺诗文，诗歌和戏剧创作。他模仿维吉尔《农事诗集》写出了非常受人欢迎的无韵诗《农耕诗集》。

## 扩展阅读
- 本条目包含来自公有领域出版物的文本: Chisholm, Hugh (编). .  (第11版). London: Cambridge University Press. 1911.